# 갱스터라 불린 사나이
《갱스터라 불린 사나이》(힌디어: जगमे ठंढीराम)은 2021년에 넷플릭스에서 방영한 영국, 인도의 액션, 코미디, 범죄, 스릴러 영화이다. 극장에서 개봉하려 했지만, 펜데믹 상황으로 넷플릭스에서 판권을 구입해서 공개했다.

## 출연진

### 주연
- 다누시 - 수룰리 역

### 조연
- 아이시와리아 레크시미 - 아틸라 역
- 제임스 코스모 - 피터 스프로트오스카 역
- 조주 조지 - 시바도스 역
- 칼라이야라산 - 디판 역